# کاراکوپرو
کاراکوپرو (به ترکی استانبولی: Karaköprü) یک منطقهٔ مسکونی در ترکیه است که در استان شانلی‌اورفه واقع شده‌است.